# Jindřich Lev
Jindřich Lev (německy: Heinrich der Löwe; 1129 – 6. srpna 1195, Brunšvik) byl příslušník německého šlechtického rodu Welfů, vévoda saský jako Jindřich III. 1142–1180, vévoda bavorský jako Jindřich XII. 1156–1180. Byl synem Jindřicha Pyšného, vévody saského, bavorského a markraběte toskánského, a jeho manželky Gertrudy Saské.
Jindřich Lev byl svého času nejmocnější říšský kníže, nejprve spojenec, posléze rival dynastie Hohenštaufů.
V době své největší moci vládl na obrovském území, rozprostírajícím se od pobřeží Severního moře a Baltského moře až k Alpám a od Vestfálska až do Pomořan. Území získal dědictvím a jeho rozšířením v bojích s Polabskými a Pomořanskými Slovany.
Císař Friedrich I. Barbarossa mu roku 1180 odňal vládu v Sasku a Bavorsku, jako trest za jeho zradu.

## Životopis

### Převzetí území Welfů
Po smrti císaře Lothara III. přišli Welfové v bojích o královskou korunu o svá území. Jindřich Lev byl v době smrti svého otce, Jindřicha Pyšného, nezletilý. Jindřichu Pyšnému udělil Sasko a Toskánsko doživotně jeho tchán, císař Lothar III. Roku 1137 Jindřich Pyšný Sasko ztratil. Římský král Konrád III. udělil saské vévodství Albrechtu Medvědovi, synovi dcery posledního billunžského vévody Magnuse.
Roku 1138 Konrád III. odňal Jindřichu Pyšnému i Bavorsko a udělil jej svému nevlastnímu bratru, rakouskému markraběti Leopoldu IV.
Jindřich Lev se však nevzdal svých nároků a Konrád III. mu roku 1142 navrátil Sasko.
Roku 1152 uzavřel Jindřich Lev mír s Hohenštaufy. O dva roky později získal od císaře Barbarossy příslib vrácení Bavorska, pokud jej Jindřich Lev vojensky podpoří při tažení do Itálie. Roku 1156 císař Bavorsko vrátil.

### Boje proti Polabským Slovanům
Koncem léta roku 1147 se Jindřich Lev zúčastnil spolu s Albrechtem I. Medvědem, markrabětem braniborským, a dánskými princi Svenem a Knutem křížové výpravy proti Polabským Slovanům. Na obranu proti více než stotisícovému křižáckému vojsku se postavili obodritský kníže Niklot a pomořanský kníže Ratibor v opevněných městech Dubín a Dymín. Přes dlouhotrvající obléhání se města nepodařila dobýt a na podzim byla výprava bez většího úspěchu ukončena.
Roku 1160, poté, co se Jindřich Lev vrátil z tažení z Itálie, kde se zúčastnil dobývání Milána, zahájil nové tažení proti Obodritům. Tohoto tažení se zúčastnil také Jindřichův spojenec, dánský král Valdemar I. Veliký. Během tohoto tažení Jindřichovi vojáci zabili obodritského knížete Niklota.
Soustavnými vojenskými výboji se Jindřichovi podařilo v nadcházejících dvaceti letech ovládnout Obodritsko (dnešní Meklenbursko), které roku 1167 udělil v léno poslednímu obodritskému knížeti Pribislavovi.

### Výprava do Svaté země
V letech 1172–73 vykonal vévoda Jindřich Lev za doprovodu šlechticů a církevních hodnostářů výpravu do Byzance a Jeruzaléma. V Konstantinopoli se setkal a jednal s byzantským císařem Manuelem I. Komnenem.

### Italská tažení a obvinění ze zrady
Jindřich Lev dlouho a věrně podporoval svého staršího příbuzného, císaře Fridricha I. Barbarossu v jeho úsilí upevnit moc císařské koruny a v opakovaných válkách s lombardskými městy a papežem. Několikrát se se svými vojenskými oddíly účastnil bojů císaře Fridricha v Itálii. Roku 1174 ale odmítl pomoci Fridrichovi v novém, již pátém tažení do Lombardie, protože byl zaneprázdněn záležitostmi bezpečnosti jeho vlastních hranic na východě. Nepovažoval toto nové italské tažení za potřebné, přestože mu Fridrich nabídl jako odměnu Goslar, zámožné říšské město na jihu Saska, o něž Jindřich Lev dlouho usiloval.
Tažení Fridricha Barbarossy do Lombardie skončilo naprostým nezdarem. V bitvě u Legnana, blízko Milána, kde se dne 29. května 1176 střetl s vojsky lombardské ligy, utrpěl císař drtivou porážku. Císař byl v bitvě raněn a dokonce se věřilo, že padl. Po návratu z Lombardie císař obvinil Jindřicha Lva ze zrady a z neúspěchu tažení.

### Soud a odnětí statků
Jindřichovi Lvovi se podařilo spojením dvou vévodství, Saska a Bavorska, a dobytím důležitých
území na severu a východě Německa na Polabských Slovanech vytvořit mocný stát, na který se stále větší nedůvěrou pohlížela ostatní říšská knížata a někteří církevní představitelé. Po legnanské porážce přerostla nevraživost knížat vůči Jindřichovi v otevřené nepřátelství a ve zformování společenství, v jehož čele byl halberštatský biskup Ondřej. Císař se pokusil
neklid v říši řešit smírčím soudem, který se konal roku 1179 ve Wormsu.

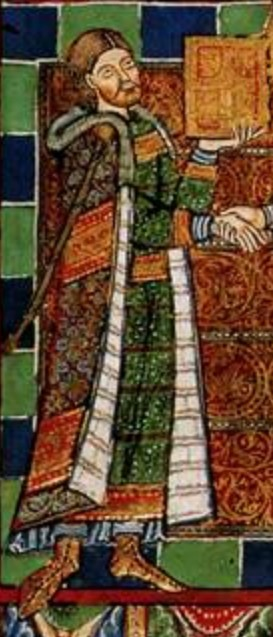
Jindřich Lev (Evangeliář Jindřicha Lva)

Jindřich Lev, přestože byl před soud povolán, se nedostavil. 15. ledna 1180 nad ním proto císař vynesl říšský acht. Fridrich pak s císařskou armádou napadl Sasko a přinutil Jindřicha Lva podrobit se. 13. dubna 1180 mu v Gelnhausenu odňal Sasko a 24. června téhož roku v Řezně i Bavorsko. Vévodství bavorské pak přešlo na důvěrníka z družiny Fridricha I. Barbarossy, Otu z rodu Wittelsbachů. Otovi potomci pak v Bavorsku vládli až do roku 1918. Sasko bylo rozděleno mezi kolínského arcibiskupa a hraběte z Anhaltu.

### Exil a návrat
Roku 1182 císař Fridrich Barbarossa uvalil na Jindřicha Lva vyhnanství z říše. Jindřich Lev odešel do exilu do Normandie, pod záštitu svého tchána, anglického krále Jindřicha II. Nejpozději roku 1184 však začal vyjednávat návrat. Pozadím vyjednávání bylo spojenectví císaře Barbarossy s Balduinem V., hrabětem hennegavským, proti francouzskému králi, proti kterému císař hledal podporu i u anglického krále Jindřicha II. Spojenectví sice zakrátko ztroskotalo a od plánovaného tažení císařova syna Jindřicha (budoucího císaře Jindřicha VI.) proti Francii sešlo, důsledkem jednání nicméně bylo, že Jindřichu Lvovi byly v říjnu 1185 vráceny državy v Lüneburgu a Brunšvicku. Roku 1188 se Jindřich Lev jako vazal císaře odmítl zúčastnit třetí křížové výpravy a byl opět na tři roky vypovězen do exilu.
Po odchodu císaře na křižácké tažení a jeho smrti vyprovokovala Jindřichova manželka Matylda Jindřichův předčasný návrat z exilu a vznesení požadavků na jeho původní území. Jindřich Lev se vrátil do Saska, tam zmobilizoval své věrné vojsko a dobyl a vydrancoval říšské město Bewick.
Prostřednictvím kolínského a míšeňského arcibiskupa se mu podařilo získat zpět polovinu důchodů z Lübecku, musel však zbořit opevnění Brunšviku a Lübecku a jeho synové se museli zúčastnit italského tažení Jindřicha VI.
V bojích proti Adolfu Holštýnskému a císaři Jindřichu VI. roku 1192 opět ztratil téměř všechna získaná území.
Roku 1194 se Jindřich Lev usmířil s Jindřichem VI. a mohl se zase vrátit na své statky v Brunšviku, kde 6. srpna 1195 zemřel. Byl pohřben po Matyldině boku v katedrále v Brunšviku. Vápencový náhrobek z počátku 13. století je umístěn v hlavní lodi.

## Rodinné vztahy
Jindřich Lev byl dvakrát ženat. Roku 1147 se jeho manželkou stala Klementina Zähringenská († 1167), dcera Konráda I., vévody ze Zähringenu, s níž měl děti Gertrudu, Jindřicha a Richenzu. 1. února 1168 se oženil s Matyldou Anglickou, dvanáctiletou dcerou anglického krále Jindřicha II. a Eleonory Akvitánské. S Matyldou měl děti Richenzu (Matyldu), Jindřicha, Lothara, Otu (budoucí císař Ota IV.) a Viléma.

## Brunšvický lev

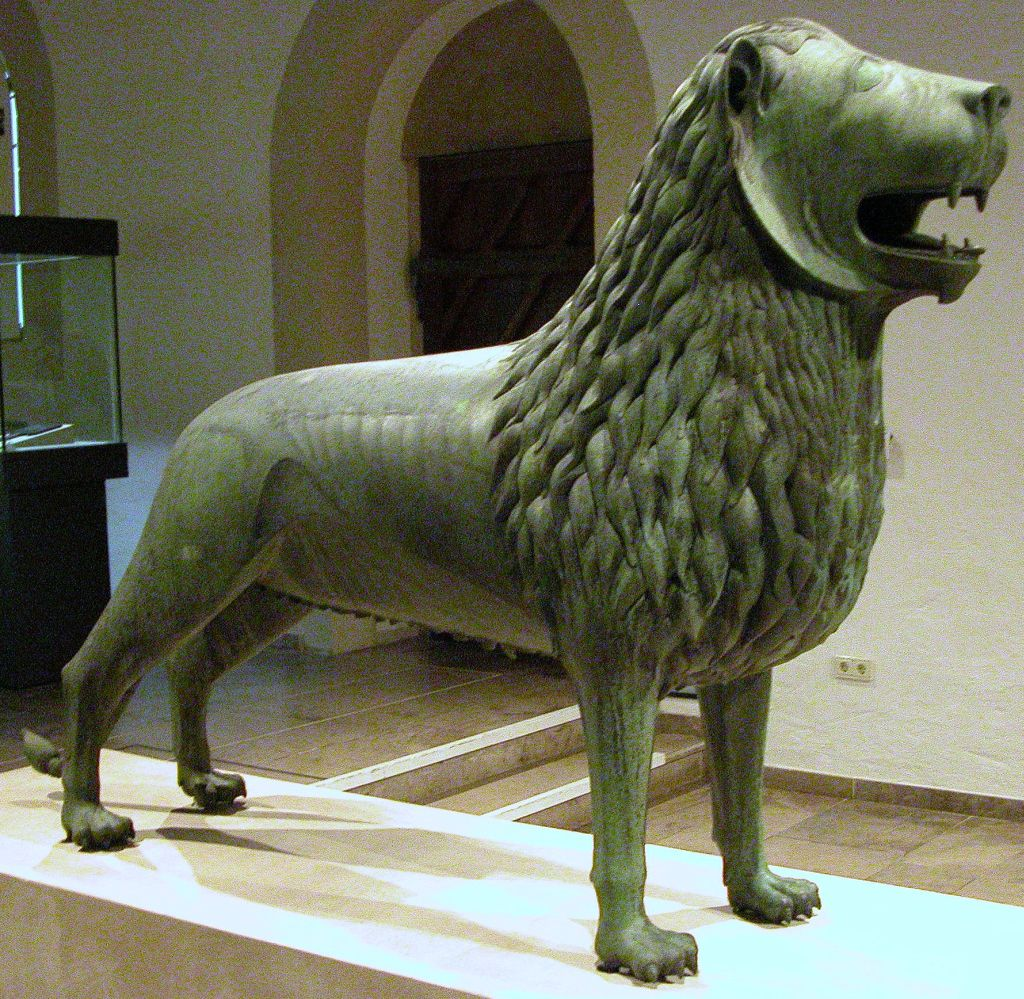
Originál sochy brunšvického lva na hradě Dankwarderode

Kolem roku 1166 nechal vévoda Jindřich Lev vyrobit pro svoji brunšvickou rezidenci bronzovou sochu lva. Vévoda se ke zhotovení sochy inspiroval sochou kapitolské vlčice. Brunšvický lev je jednou z nejvýznamnějších středověkých plastik té doby severně od Alp. Socha je 2,79 m dlouhá a 1,78 m vysoká a váží 880 kg. Síla stěn je až 12 mm.
Originál sochy je dnes uložen na hradě Dankwarderode.
V současné době existuje několik kopií sochy. Je to především kopie na místě původní sochy na nádvoří brunšvického hradu. Další kopie jsou ve městech Goslar, Lübeck či Ratzeburg.
Věhlas sochy lva dal pravděpodobně vzniknout české legendě o Bruncvíkovi a lvu (Brunšvik, staroněmecky Bruneczwig – Bruncvík).

## Vývod z předků
|              |                         |  |                             |                          |  |  |  |  |  |  |  | Alberto Azzo II. d'Este |
|              |                         |  |                             |                          |  |  |  |  |  |  |  |                         |
|              | Welf I. Bavorský        |  |                             |                          |  |  |  |  |  |  |  |                         |
|              |                         |  |                             |                          |  |  |  |  |  |  |  |                         |
|              |                         |  |                             | Kunigunda z Altdorfu     |  |  |  |  |  |  |  |                         |
|              |                         |  |                             |                          |  |  |  |  |  |  |  |                         |
|              | Jindřich IX. Bavorský   |  |                             |                          |  |  |  |  |  |  |  |                         |
|              |                         |  |                             |                          |  |  |  |  |  |  |  |                         |
|              |                         |  |                             | Balduin IV. Flanderský   |  |  |  |  |  |  |  |                         |
|              |                         |  |                             |                          |  |  |  |  |  |  |  |                         |
|              | Judita Flanderská       |  |                             |                          |  |  |  |  |  |  |  |                         |
|              |                         |  |                             |                          |  |  |  |  |  |  |  |                         |
|              |                         |  |                             | Eleonora Normandská      |  |  |  |  |  |  |  |                         |
|              |                         |  |                             |                          |  |  |  |  |  |  |  |                         |
|              | Jindřich X. Pyšný       |  |                             |                          |  |  |  |  |  |  |  |                         |
|              |                         |  |                             |                          |  |  |  |  |  |  |  |                         |
|              |                         |  |                             | Ordulf Saský             |  |  |  |  |  |  |  |                         |
|              |                         |  |                             |                          |  |  |  |  |  |  |  |                         |
|              | Magnus Saský            |  |                             |                          |  |  |  |  |  |  |  |                         |
|              |                         |  |                             |                          |  |  |  |  |  |  |  |                         |
|              |                         |  |                             | Wulfhilda Norská         |  |  |  |  |  |  |  |                         |
|              |                         |  |                             |                          |  |  |  |  |  |  |  |                         |
|              | Wulfhilda Saská         |  |                             |                          |  |  |  |  |  |  |  |                         |
|              |                         |  |                             |                          |  |  |  |  |  |  |  |                         |
|              |                         |  |                             | Béla I. Uherský          |  |  |  |  |  |  |  |                         |
|              |                         |  |                             |                          |  |  |  |  |  |  |  |                         |
|              | Žofie Uherská           |  |                             |                          |  |  |  |  |  |  |  |                         |
|              |                         |  |                             |                          |  |  |  |  |  |  |  |                         |
|              |                         |  |                             | Ryksa Polská             |  |  |  |  |  |  |  |                         |
|              |                         |  |                             |                          |  |  |  |  |  |  |  |                         |
| Jindřich Lev |                         |  |                             |                          |  |  |  |  |  |  |  |                         |
|              |                         |  |                             |                          |  |  |  |  |  |  |  |                         |
|              |                         |  | Bernhard ze Süpplingenburgu |                          |  |  |  |  |  |  |  |                         |
|              |                         |  |                             |                          |  |  |  |  |  |  |  |                         |
|              | Gebhard ze Supplinburgu |  |                             |                          |  |  |  |  |  |  |  |                         |
|              |                         |  |                             |                          |  |  |  |  |  |  |  |                         |
|              |                         |  |                             | Ida z Querfurtu          |  |  |  |  |  |  |  |                         |
|              |                         |  |                             |                          |  |  |  |  |  |  |  |                         |
|              | Lothar III.             |  |                             |                          |  |  |  |  |  |  |  |                         |
|              |                         |  |                             |                          |  |  |  |  |  |  |  |                         |
|              |                         |  |                             | Fridrich z Formbachu     |  |  |  |  |  |  |  |                         |
|              |                         |  |                             |                          |  |  |  |  |  |  |  |                         |
|              | Hedvika z Formbachu     |  |                             |                          |  |  |  |  |  |  |  |                         |
|              |                         |  |                             |                          |  |  |  |  |  |  |  |                         |
|              |                         |  |                             | Gertruda z Haldenslebenu |  |  |  |  |  |  |  |                         |
|              |                         |  |                             |                          |  |  |  |  |  |  |  |                         |
|              | Gertruda Saská          |  |                             |                          |  |  |  |  |  |  |  |                         |
|              |                         |  |                             |                          |  |  |  |  |  |  |  |                         |
|              |                         |  |                             | Ota z Northeim           |  |  |  |  |  |  |  |                         |
|              |                         |  |                             |                          |  |  |  |  |  |  |  |                         |
|              | Jindřich Northeimský    |  |                             |                          |  |  |  |  |  |  |  |                         |
|              |                         |  |                             |                          |  |  |  |  |  |  |  |                         |
|              |                         |  |                             | Richenza Švábská         |  |  |  |  |  |  |  |                         |
|              |                         |  |                             |                          |  |  |  |  |  |  |  |                         |
|              | Richenza z Northeimu    |  |                             |                          |  |  |  |  |  |  |  |                         |
|              |                         |  |                             |                          |  |  |  |  |  |  |  |                         |
|              |                         |  |                             | Egbert I. Míšeňský       |  |  |  |  |  |  |  |                         |
|              |                         |  |                             |                          |  |  |  |  |  |  |  |                         |
|              | Gertruda Brunšvická     |  |                             |                          |  |  |  |  |  |  |  |                         |
|              |                         |  |                             |                          |  |  |  |  |  |  |  |                         |
|              |                         |  |                             | Irmgarda ze Susy         |  |  |  |  |  |  |  |                         |
|              |                         |  |                             |                          |  |  |  |  |  |  |  |                         |